# Phyllodium kurzianum
Phyllodium kurzianum là một loài thực vật có hoa trong họ Đậu. Loài này được (Kuntze) H.Ohashi miêu tả khoa học đầu tiên.